# Shu (mitología)

Shu con una pluma de avestruz.

Shu con cuatro plumas segmentadas.

Shu (“Luz”), es una deidad cósmica, que personifica el aire atmosférico y la luz, según la mitología egipcia.
- Nombre egipcio: Shu. Nombre griego: Sos, Sosis. Deidad griega: Agatodemon.

## Iconografía
Hombre con un tocado de una pluma de avestruz, o de cuatro plumas segmentadas, un cetro uas y el anj. También aparece como hombre sosteniendo el cielo con sus manos, con una rodilla en tierra. Otras veces en forma de león.

## Mitología
Shu es el responsable de los fenómenos atmosféricos no violentos; personifica los rayos que llegan de Ra, el calor ardiente del verano y del sol del mediodía y la sequedad del aire. También, como ba de Jnum, del frío viento del Norte, y del principio vital de los seres vivos. 
Simbolizaba la fuerza vital que anima el universo como aspecto de la deidad suprema, Atum-Ra, y en los Textos de los Sarcófagos figura como un dios creador.
Su eterna ocupación será mantener separados el cielo, Nut, y la tierra, Geb, para evitar el caos del universo, quedando patente en el Libro de los Muertos, siendo Hermópolis el lugar donde el dios Shu había "levantado el cielo". 

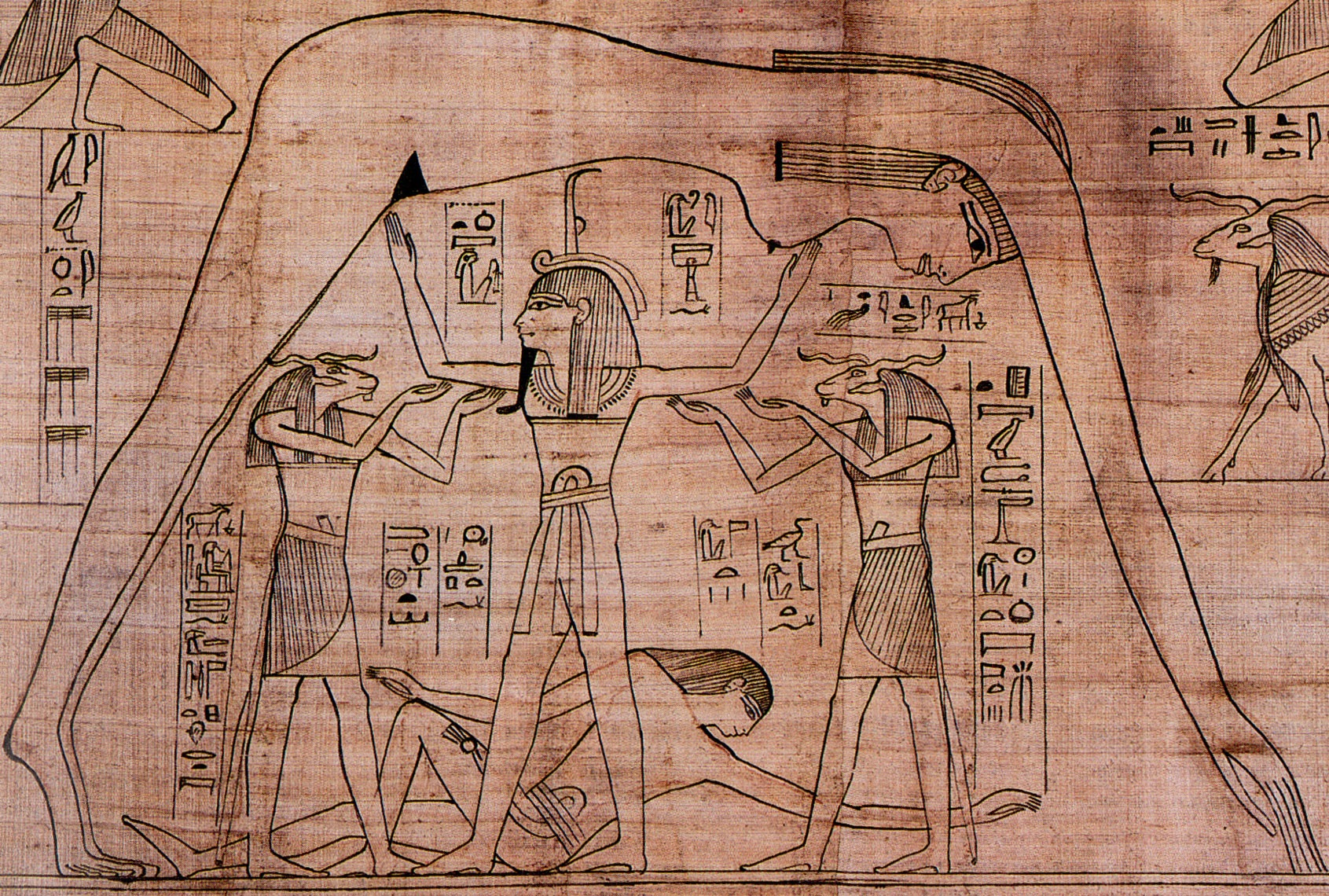
El dios Shu (el aire) separando a la diosa Nut (el Cielo) y al dios Geb (la Tierra).

Como dios funerario tomaba parte, actuando de fiscal, en el Tribunal del Juicio de Osiris.
Era hijo de Atum-Ra, esposo de su hermana gemela Tefnut y padre de Geb y Nut (Heliópolis). Formaba parte de la enéada heliopolitana, siendo el elemento masculino de la primera pareja creada por Atum. Es el responsable del retraso en el nacimiento de Osiris, Isis, Neftis, Seth y Horus.

## Sincretismo
A Shu le identificaron con Onuris en Tinis. Los escritores griegos con Agatodemon. En el periodo de dominación romana fue asociado a Ra.

## Culto
Originario de Leontópolis fue adorado en Heliópolis, Dendera, Menfis y Edfu, gozando de gran veneración en la época ramésida.
| H6 | G43 | A40 | \| \| | H6 | G43 | N8 | A40 |
|    |     |     |       |    |     |    |     |

|  |

| H6 | G43 | A40 | \| \| | H6 | G43 | N8 | A40 |
|    |     |     |       |    |     |    |     |

|  |